# Nicolae Văcăroiu
Nicolae Văcăroiu (Cetatea Albă, Romênia, hoje Bilhorod-Dnistrovskyi, Ucrânia, 5 de dezembro de 1943) é um político romeno, membro do Partido Social Democrata, que foi primeiro-ministro entre 1992 e 1996. Antes da Revolução Romena de 1989, ele trabalhou para o Comité de Planeamento Estatal, junto com Theodor Stolojan. Foi presidente interino do seu país em 2007.
Foi Presidente do Senado da Roménia de dezembro de 2000 a outubro de 2008.
Com o afastamento de Traian Băsescu do cargo de Presidente da Roménia pelo Parlamento em 19 de abril de 2007, Nicolae Văcăroiu tornou-se presidente interino do país, depois de o Tribunal Constitucional ter reconhecido o voto do parlamento. A presidência de Văcăroiu durou até a divulgação do resultado do referendo popular sobre o impeachment de Băsescu, em 23 de maio de 2007, que determinou o regresso do presidente afastado. Durante a sua presidência interina, Văcăroiu, segundo a Constituição da Roménia, possuía todas as prerrogativas de um presidente, exceto três: ele não poderia dissolver o parlamento, não poderia dirigir-se ao parlamento nem convocar um referendo.